# Фауна Австралії

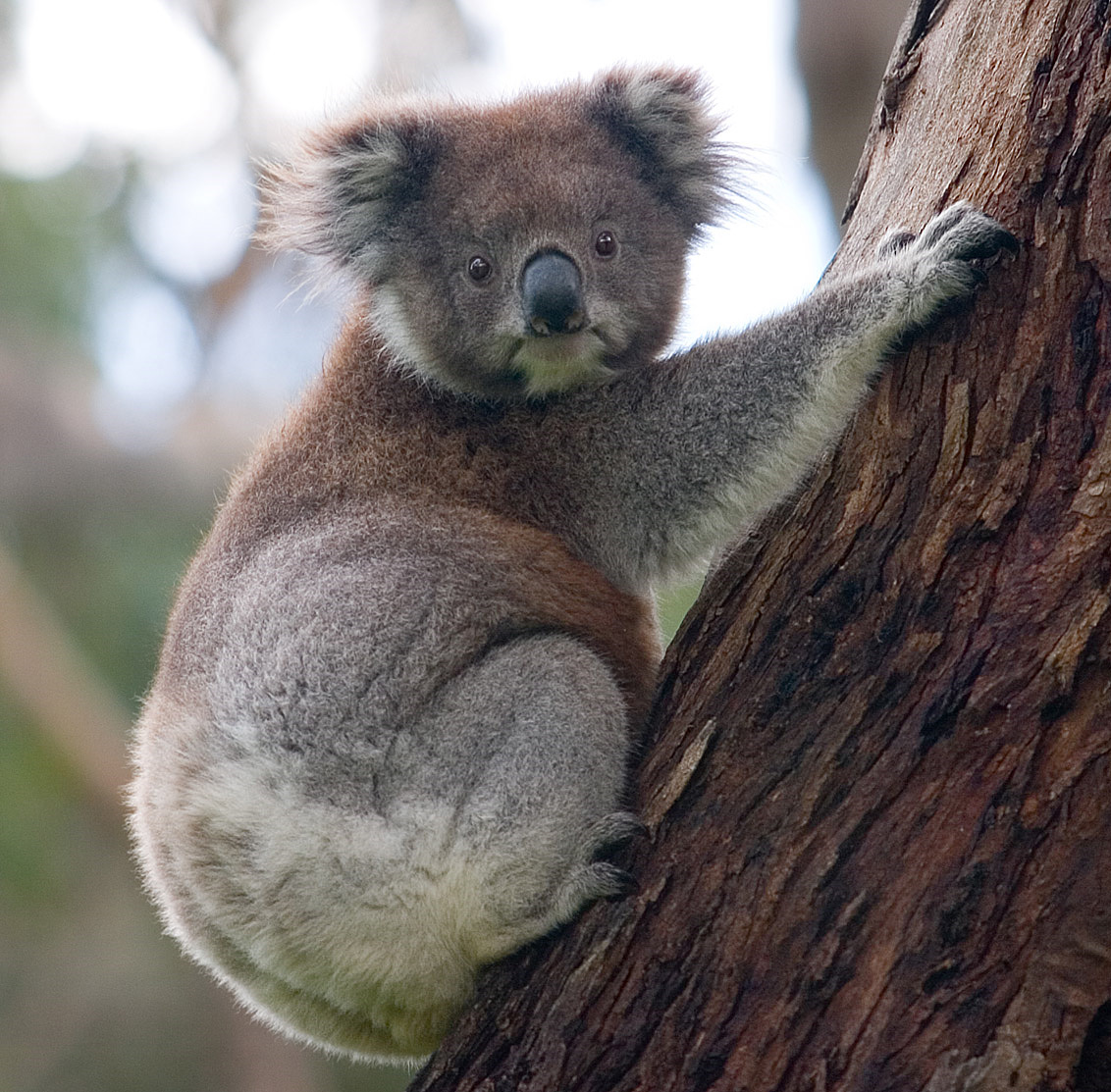
Коала

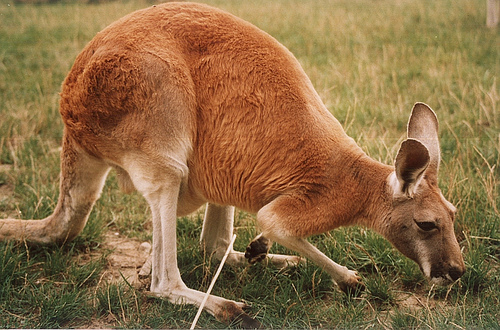
Великий рудий кенгуру — символ Австралії і елемент її герба

Фауна Австралії включає в себе близько 200 000 видів тварин, серед яких велика кількість є унікальними. 83 % ссавців, 89 % рептилій, 90 % риб та комах і 93 % амфібій є ендеміками для Австралії.
Австралія становить основну частину Австралазійської зоогеографічної області, куди входять також Тасманія, Нова Зеландія, Нова Гвінея і прилеглі острови Меланезії і Малайського архіпелагу на захід від лінії Воллеса. Ця уявна лінія, яка обмежує поширення типової австралійської фауни, йде на північ між островами Балі і Ломбок, далі по Макасарській протоці між островами Калімантан і Сулавесі, потім повертає на північний схід, проходячи між островами Сарангані у Філіппінському архіпелазі і о. Міангас. Одночасно вона служить східним кордоном Індо-малайської зоогеографічної області.

## Ссавці
Фауна Австралії включає 379 видів ссавців, у тому числі 159 сумчастих, 76 кажанів і 69 гризунів. Ендемічними для материка є кілька рядів і родин:
- Ряд Сумчасті кроти (Notoryctemorphia, 1 родина, 1 рід і 2 види);
- Ряд Хижі сумчасті (Dasyuromorphia);
- Ряд Однопрохідні (Monotremata). Качконіс і єхидни;
- Родина Сумчастих вовків (Thylacinidae), вимерли. 1 вид — Сумчастий вовк, або тілацин (Thylacinus cynocephalus). Острів Тасманія;
- Родина Сумчастих мурахоїдів (Myrmecobiidae) 1 вид в Австралії;
- Родина Вомбатів (Vombatidae);
- Родина Сумчастих ведмедів (Phascolarctidae).

### Галерея

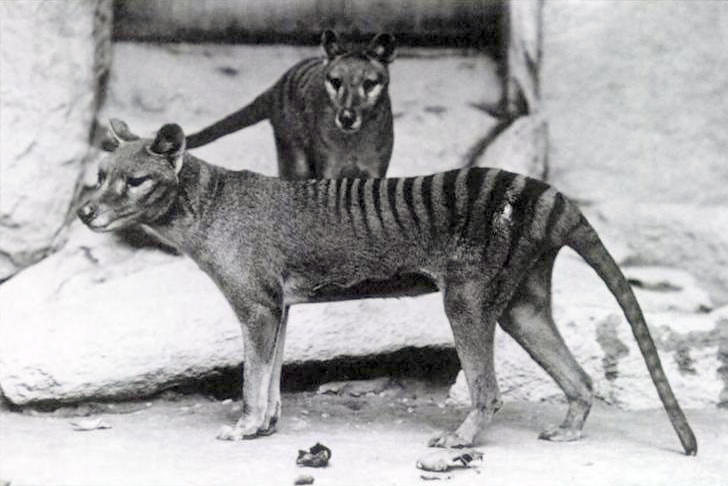
Тилацин (вимерлий в 1936 році)
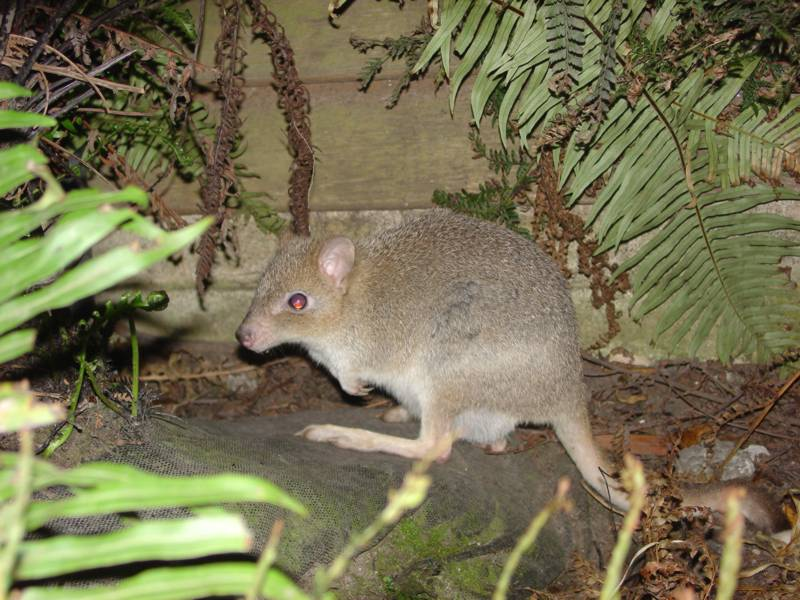
Короткомордий кенгуру
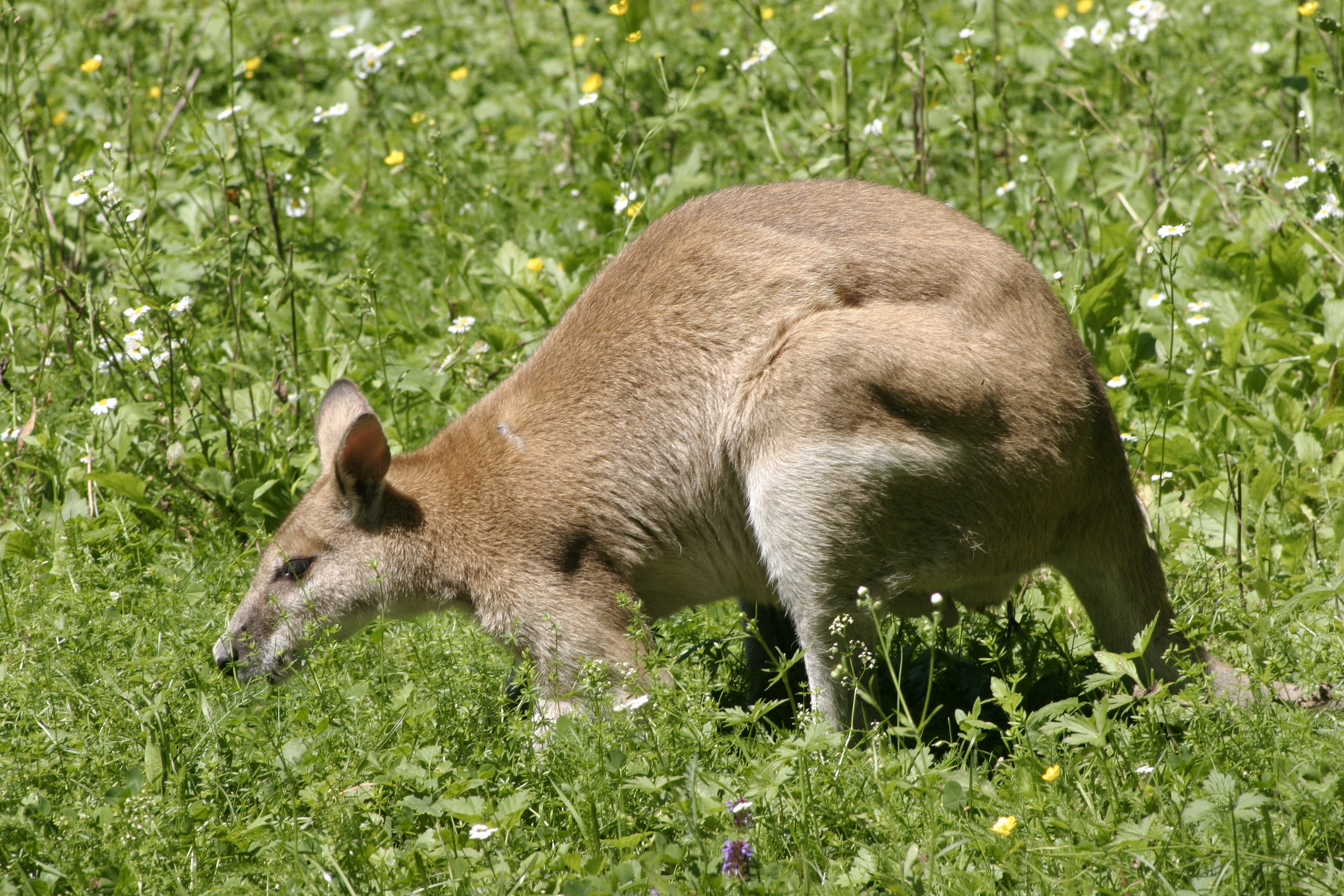
Кенгуру прудкий
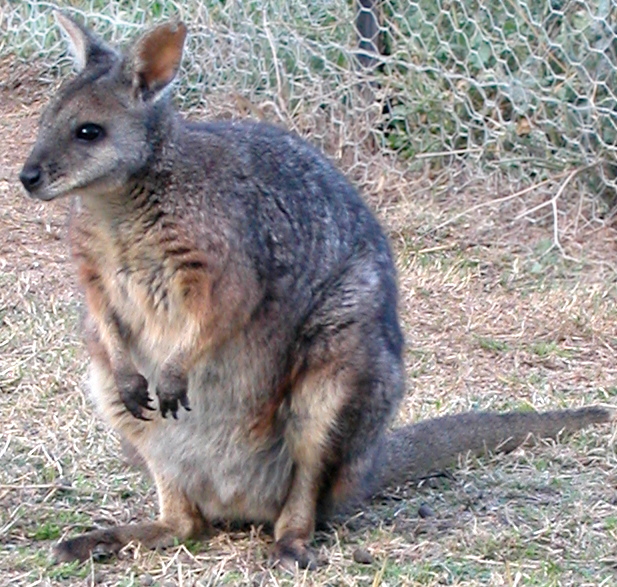
Кенгуру таммар
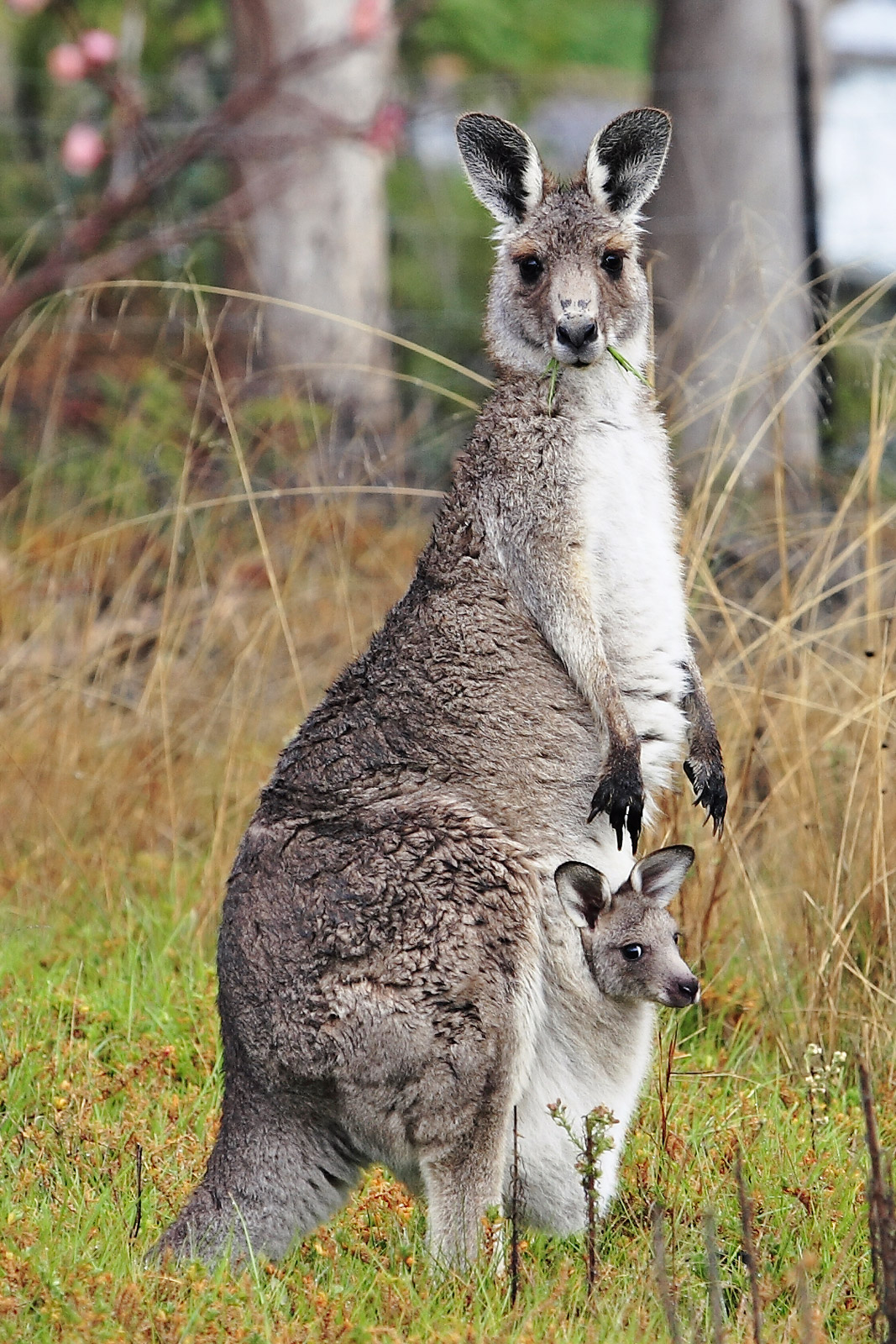
Великий кенгуру
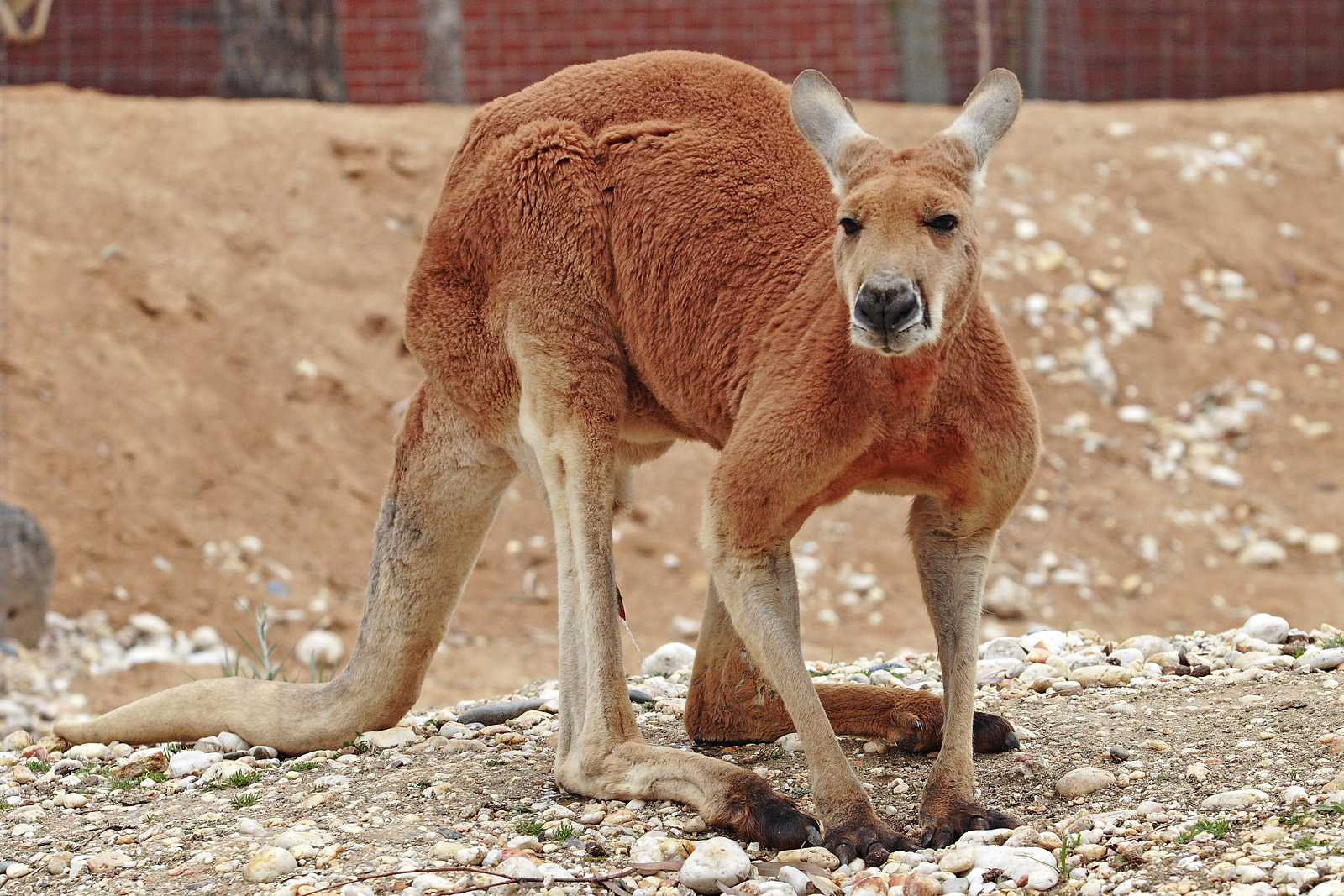
Рудий кенгуру
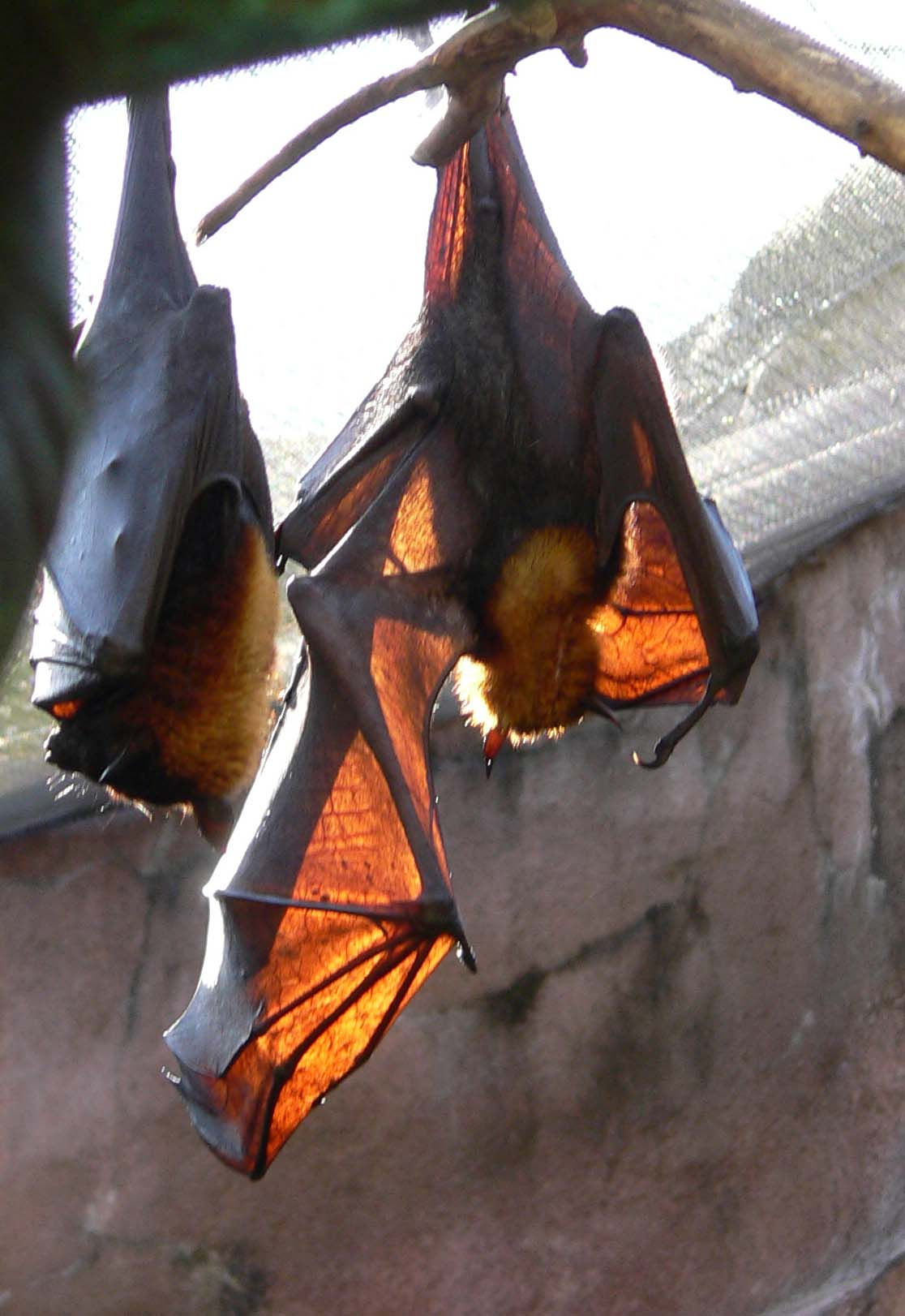
Калонг
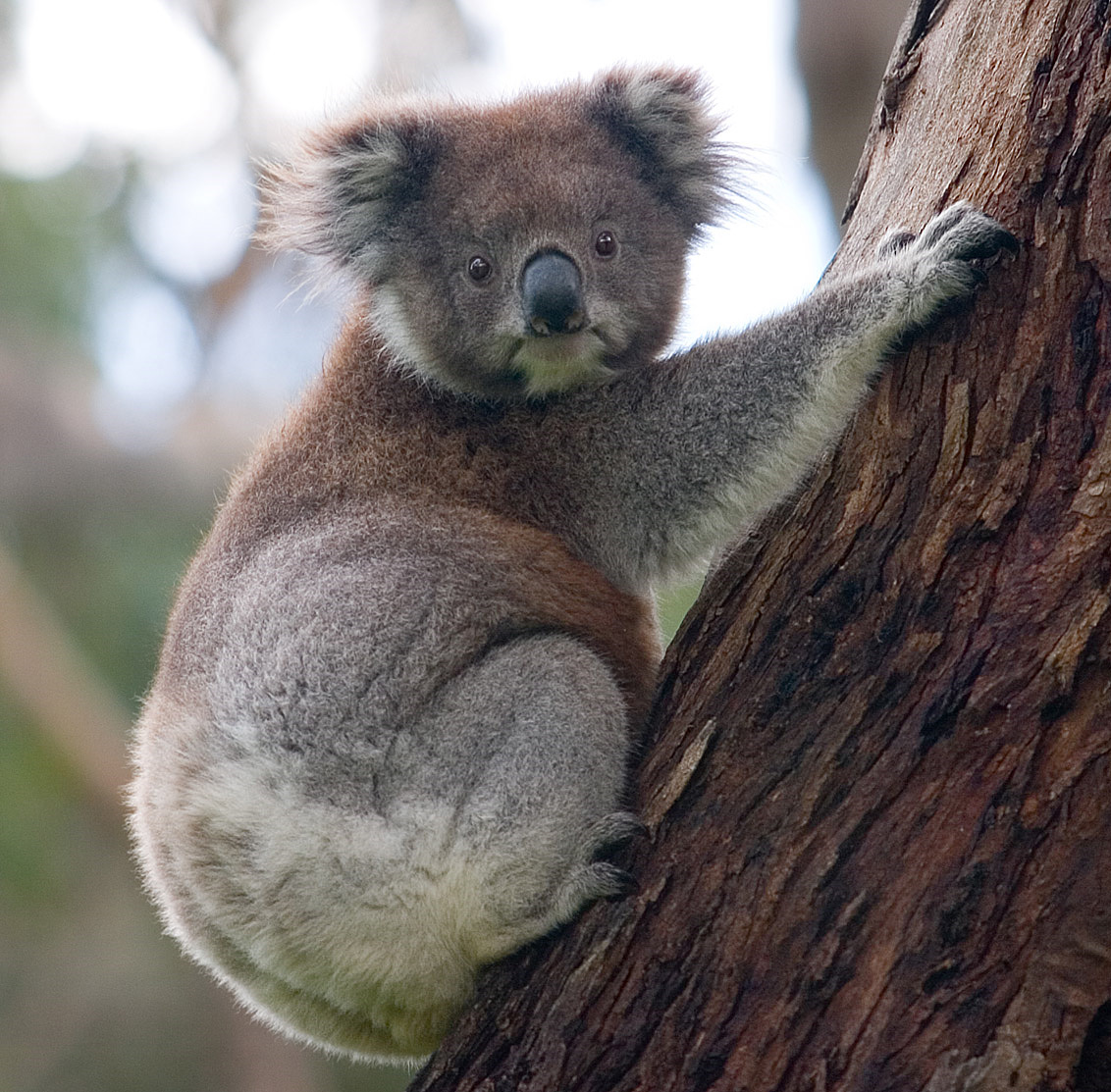
Коала сірий
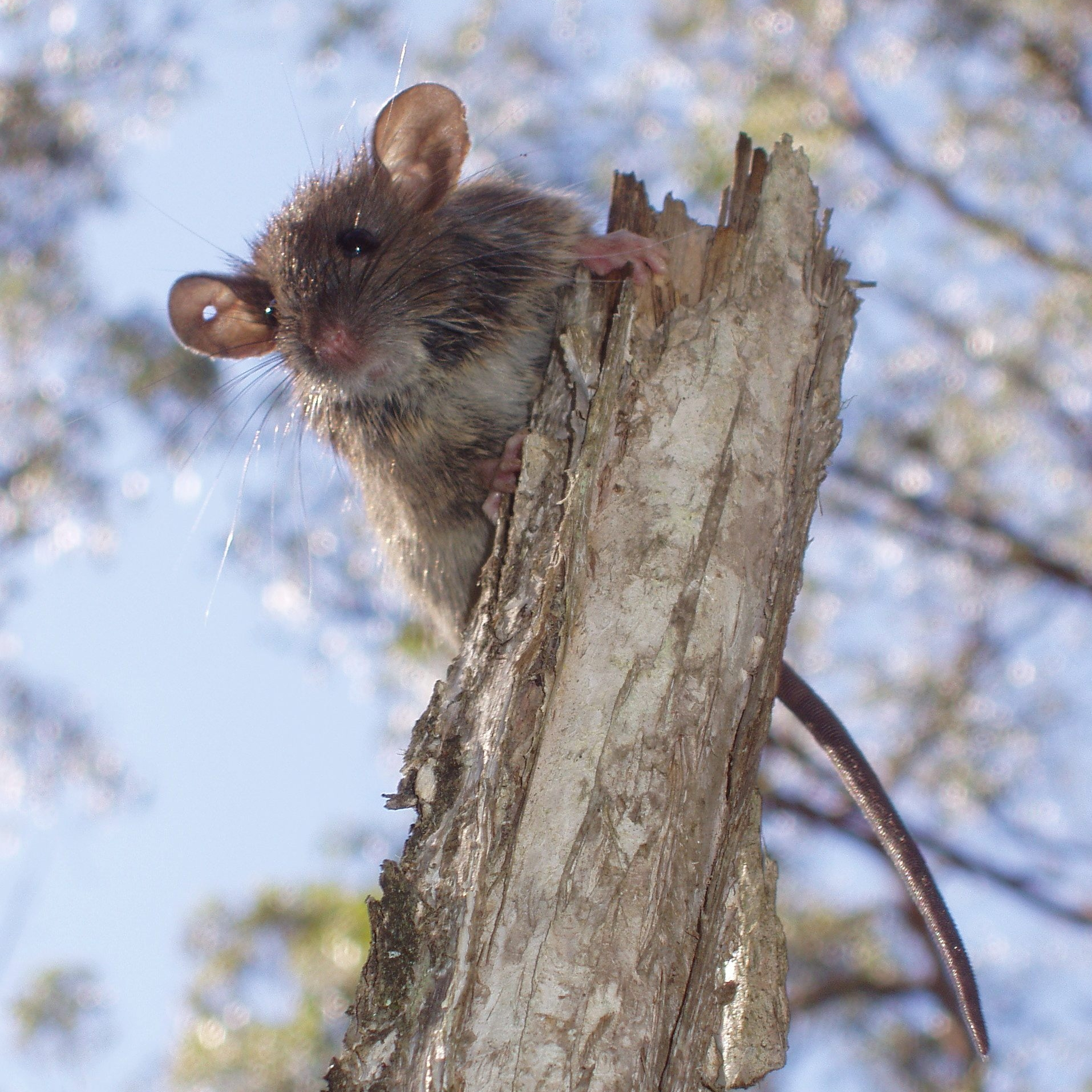
Австралійський щур
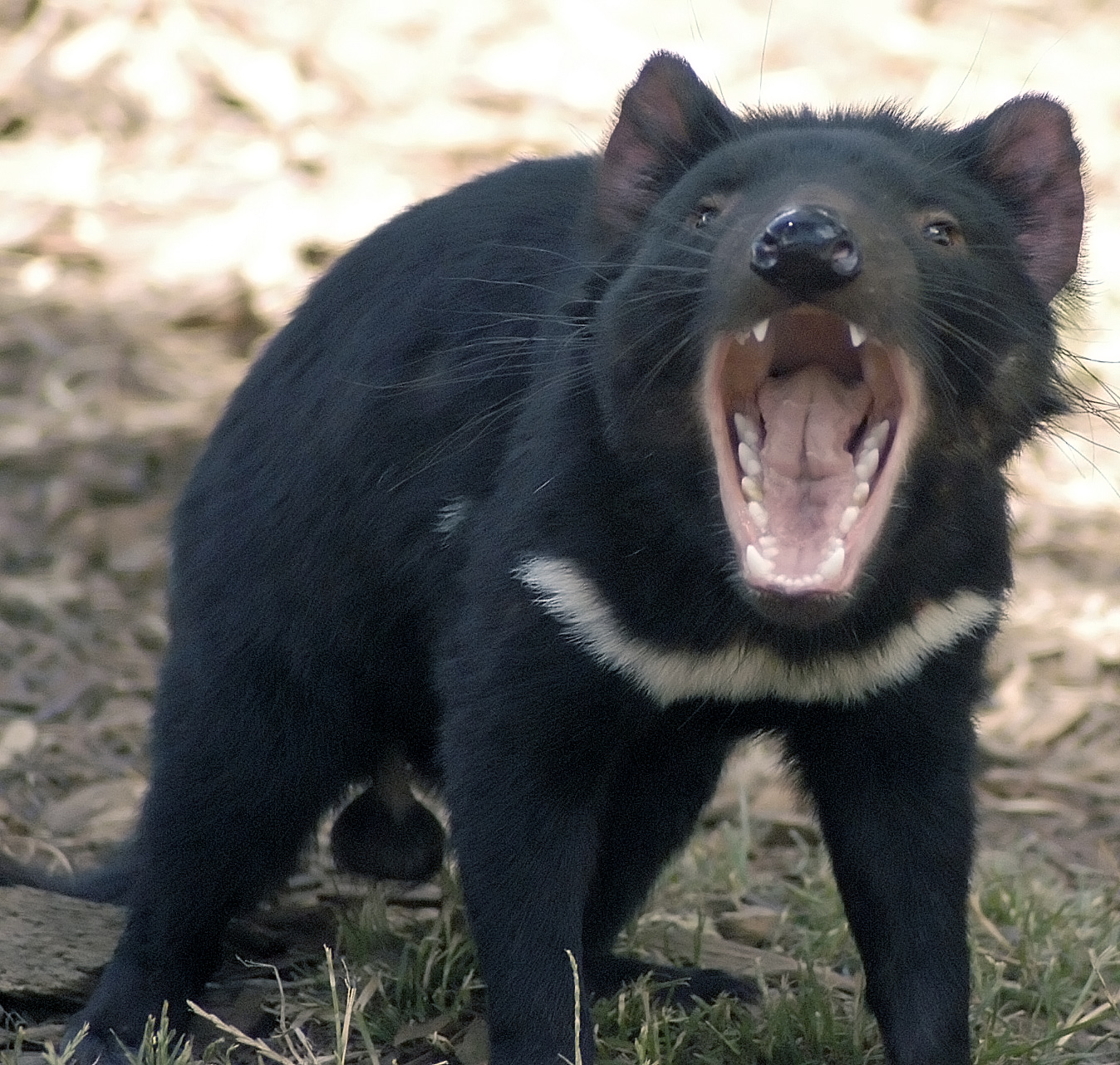
Тасманійський диявол
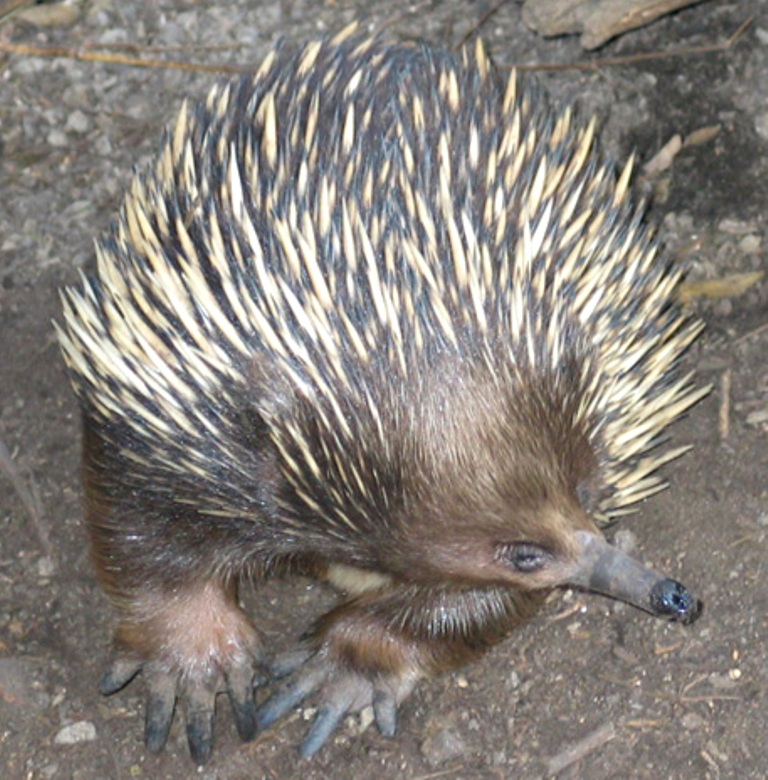
Єхидна австралійська
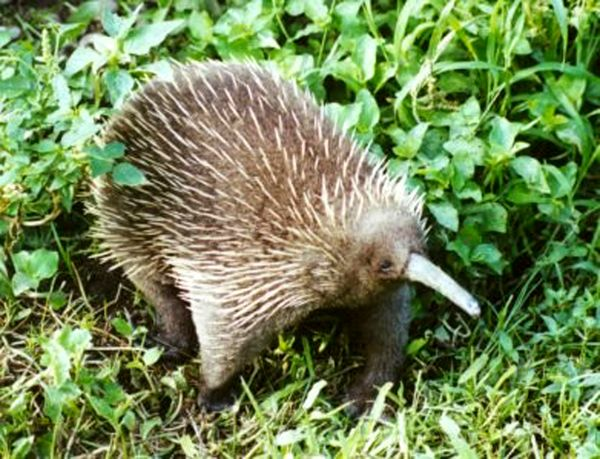
Проєхидна волохата
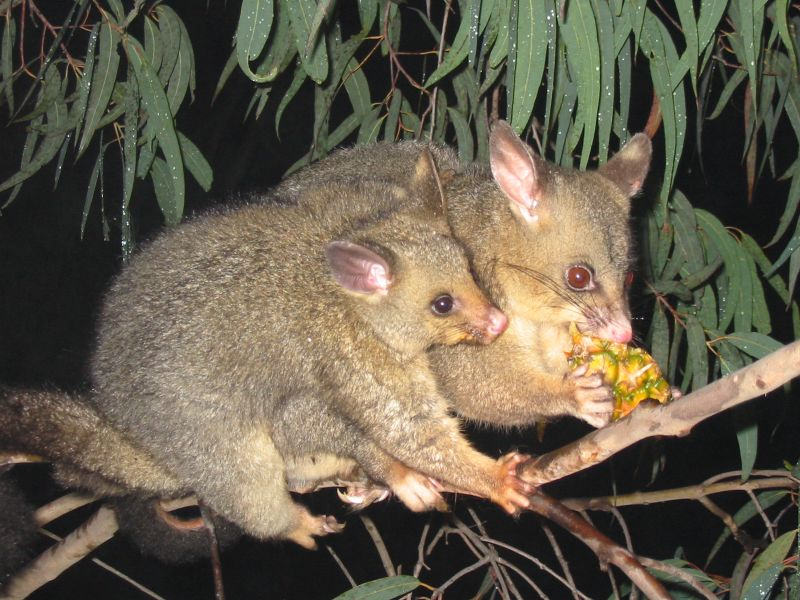
Кузу лисячий
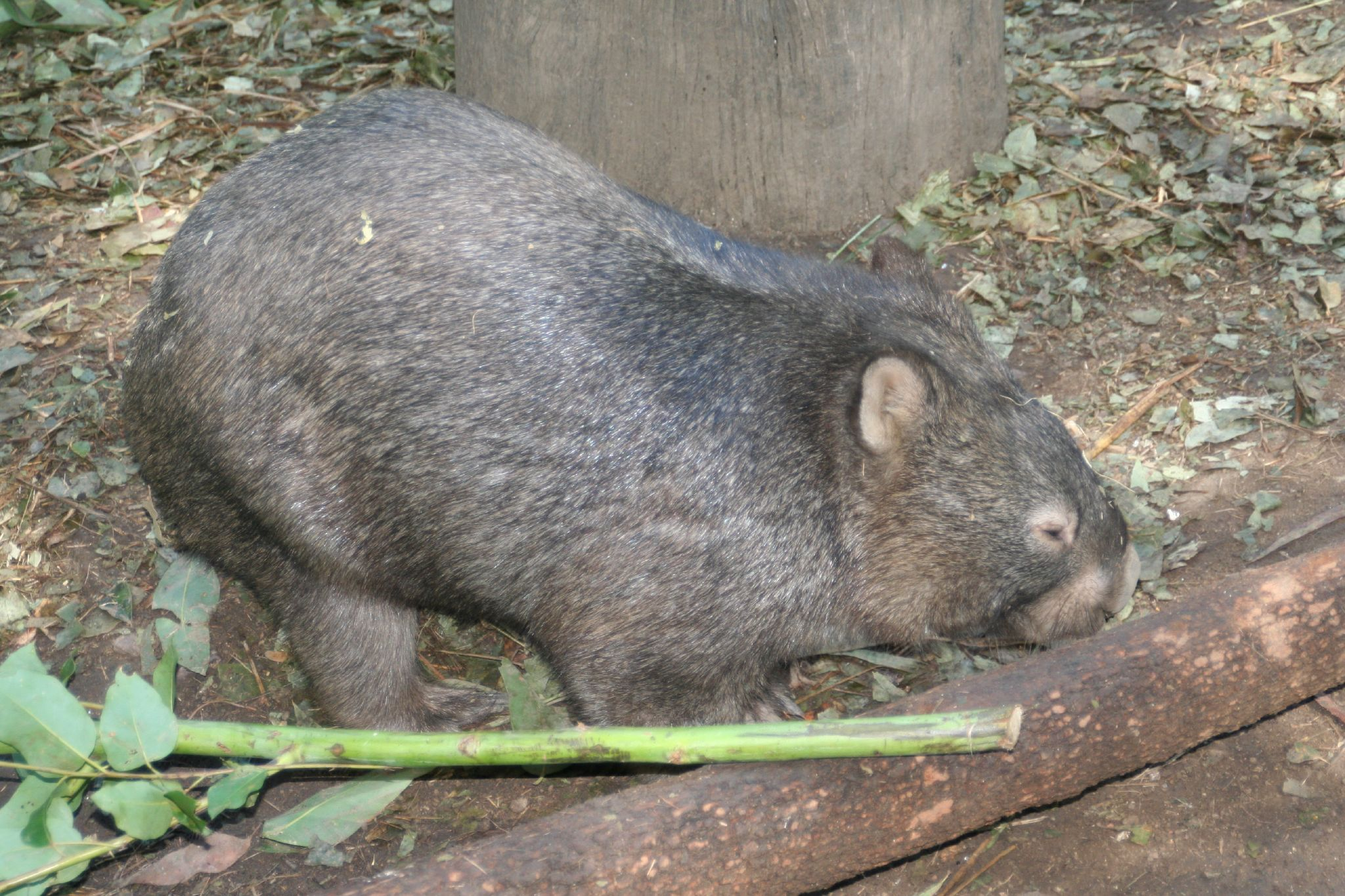
Вомбат ведмежий
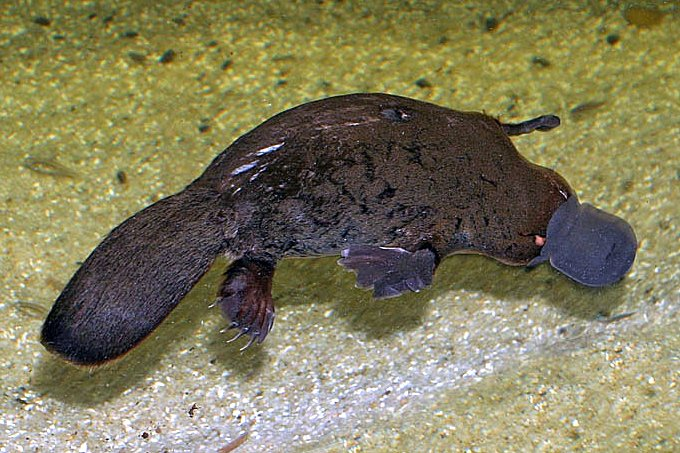
Качкодзьоб
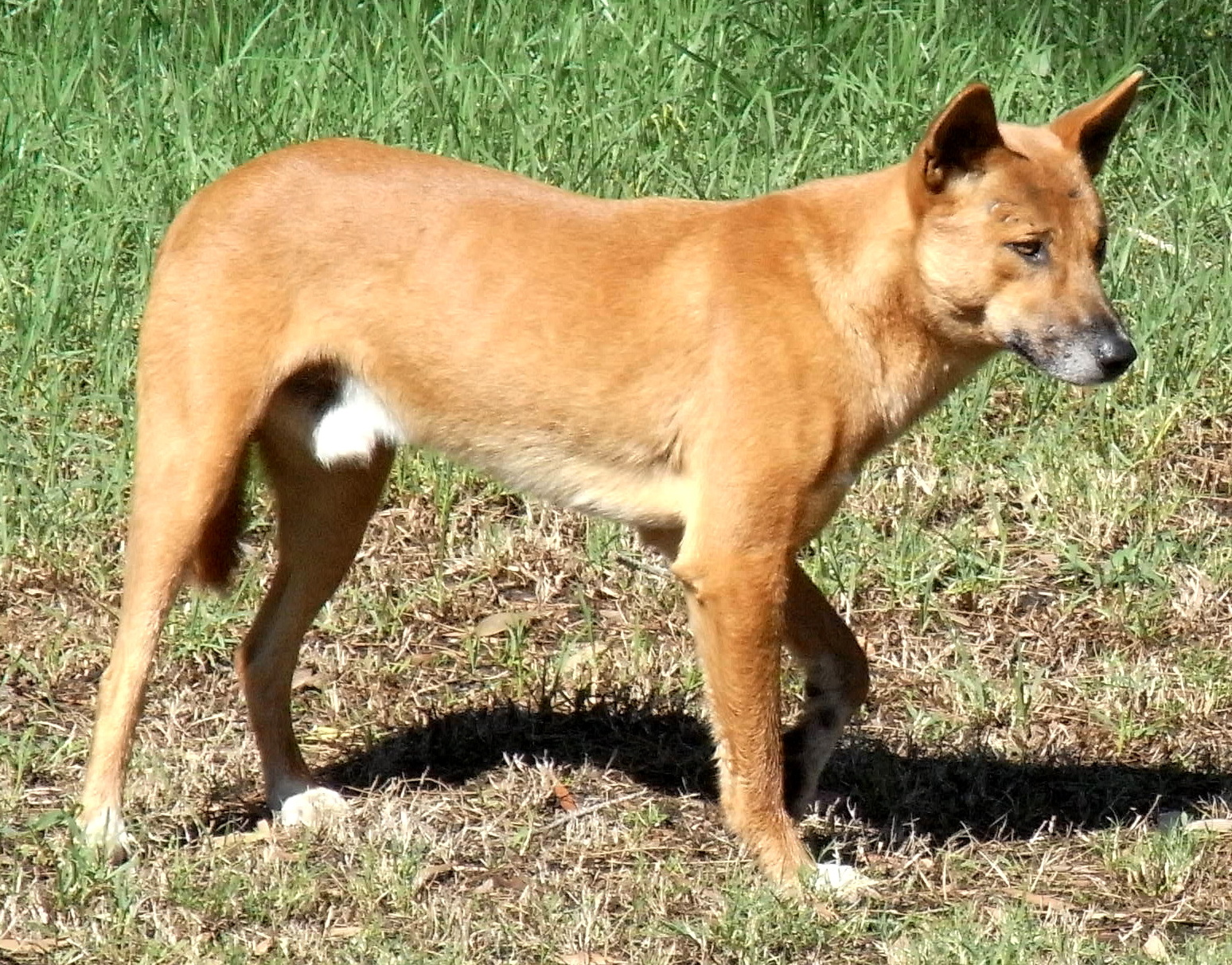
Динго
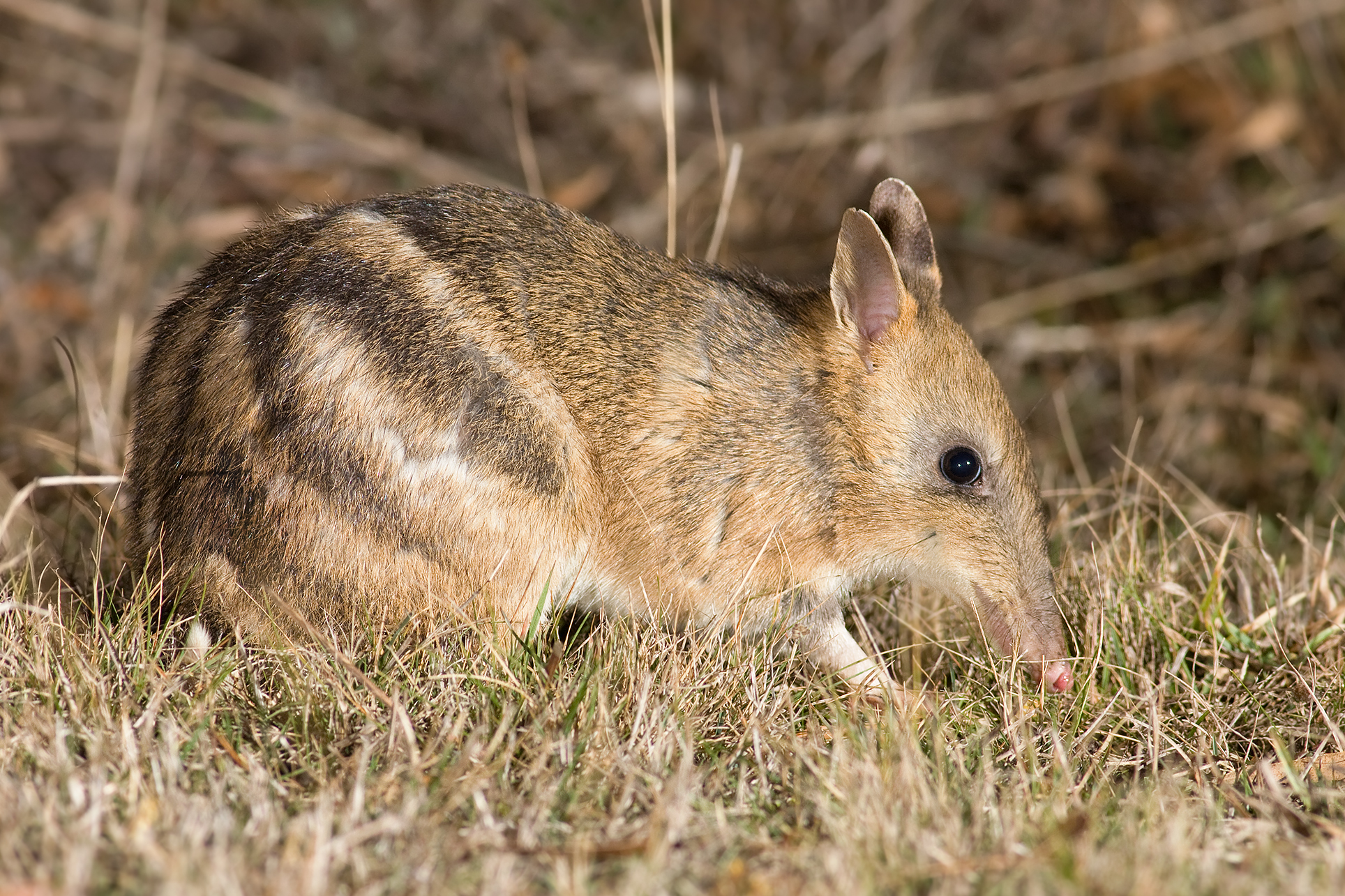
Бандикут тасманійський
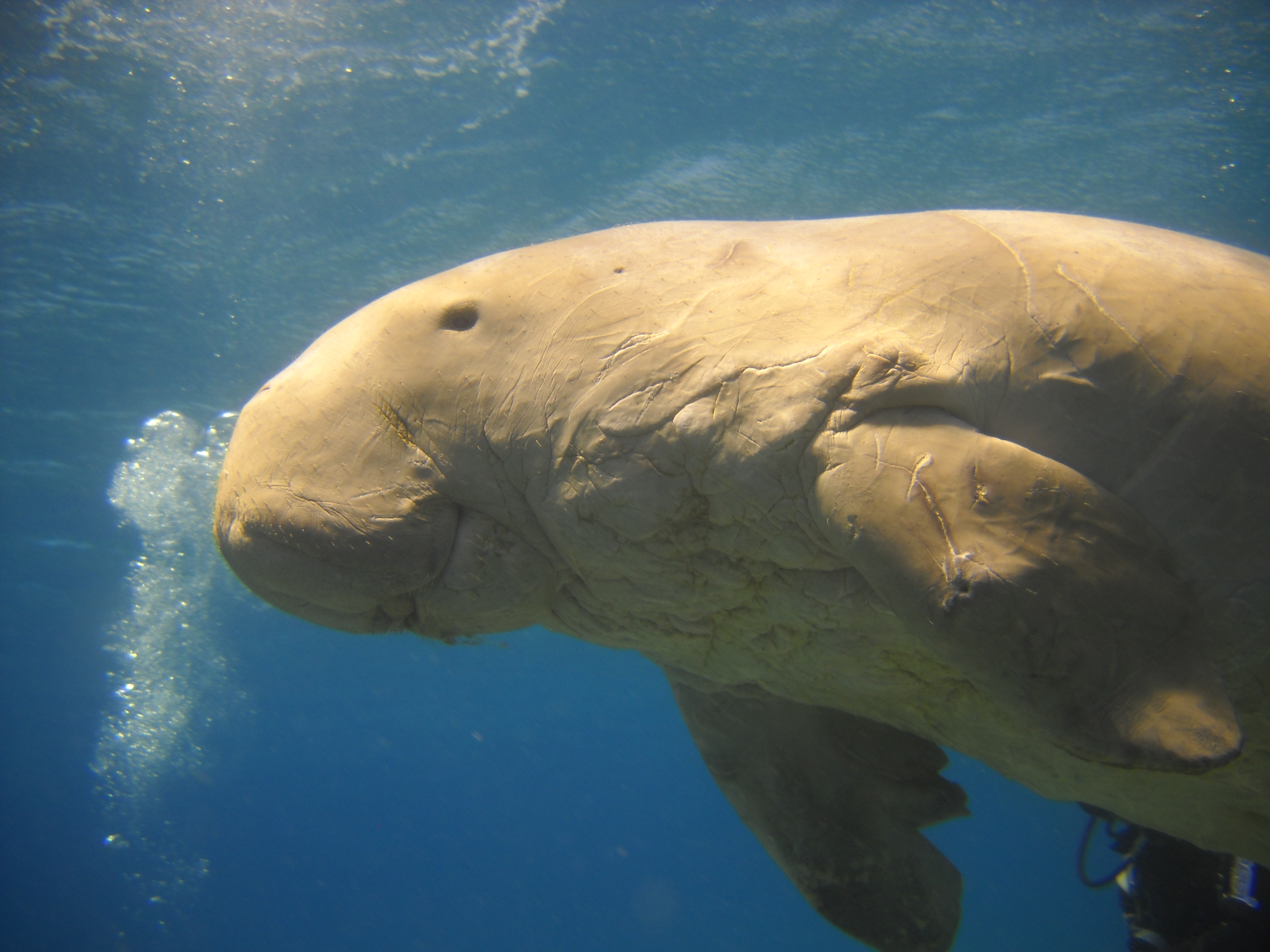
Дюгонь

## Птахи
Австралію населяє понад 800 видів птахів, з яких близько 350 є ендеміками цього зоогеографічної регіону (Ему, лірохвости), включаючи Нову Гвінею, Нової Каледонії (Кагуя) і Нову Зеландію (Ківі).

### Галерея

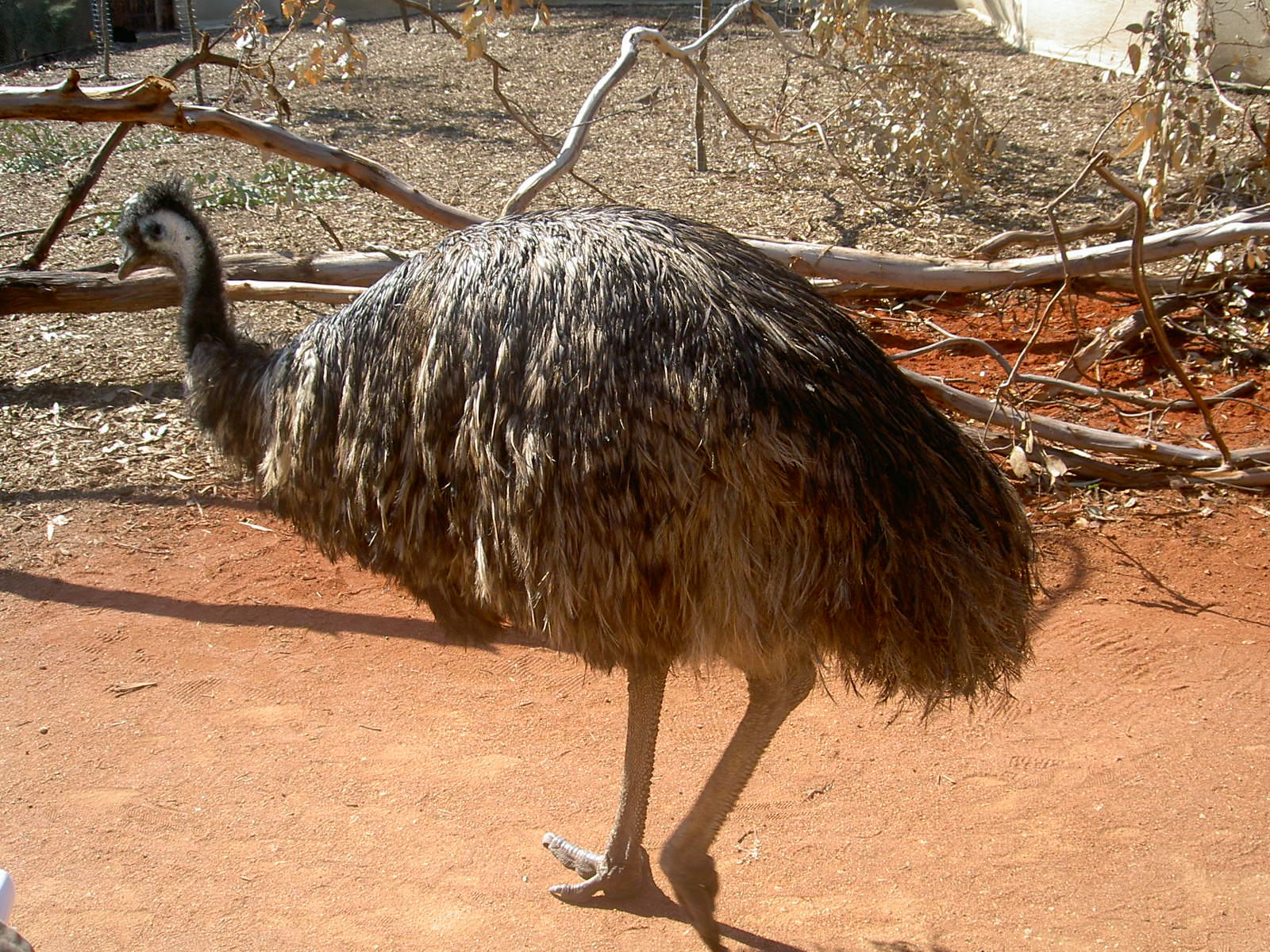
Ему австралійський
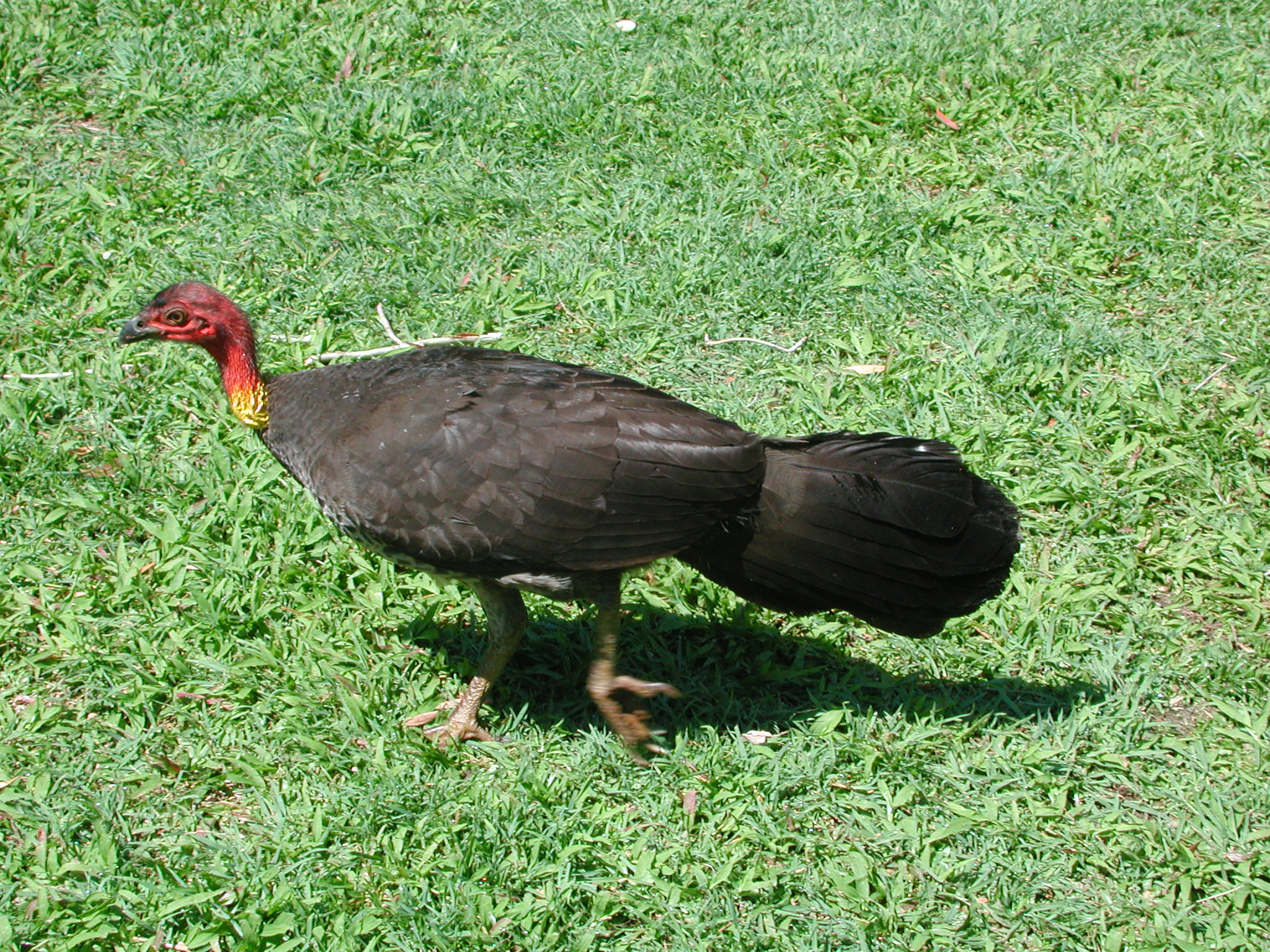
Австралійська чагарникова індичка
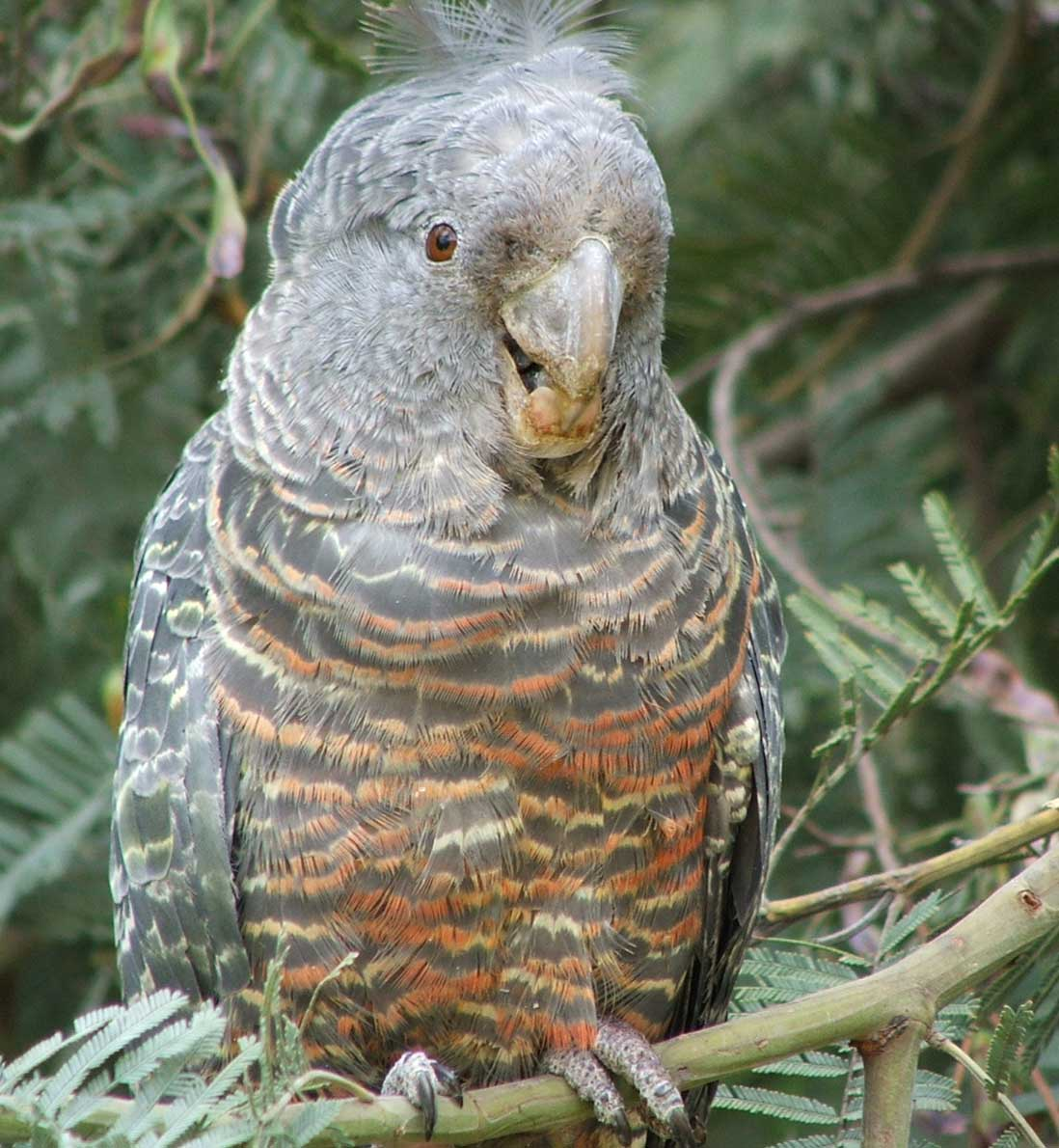
Какаду червоноголовий
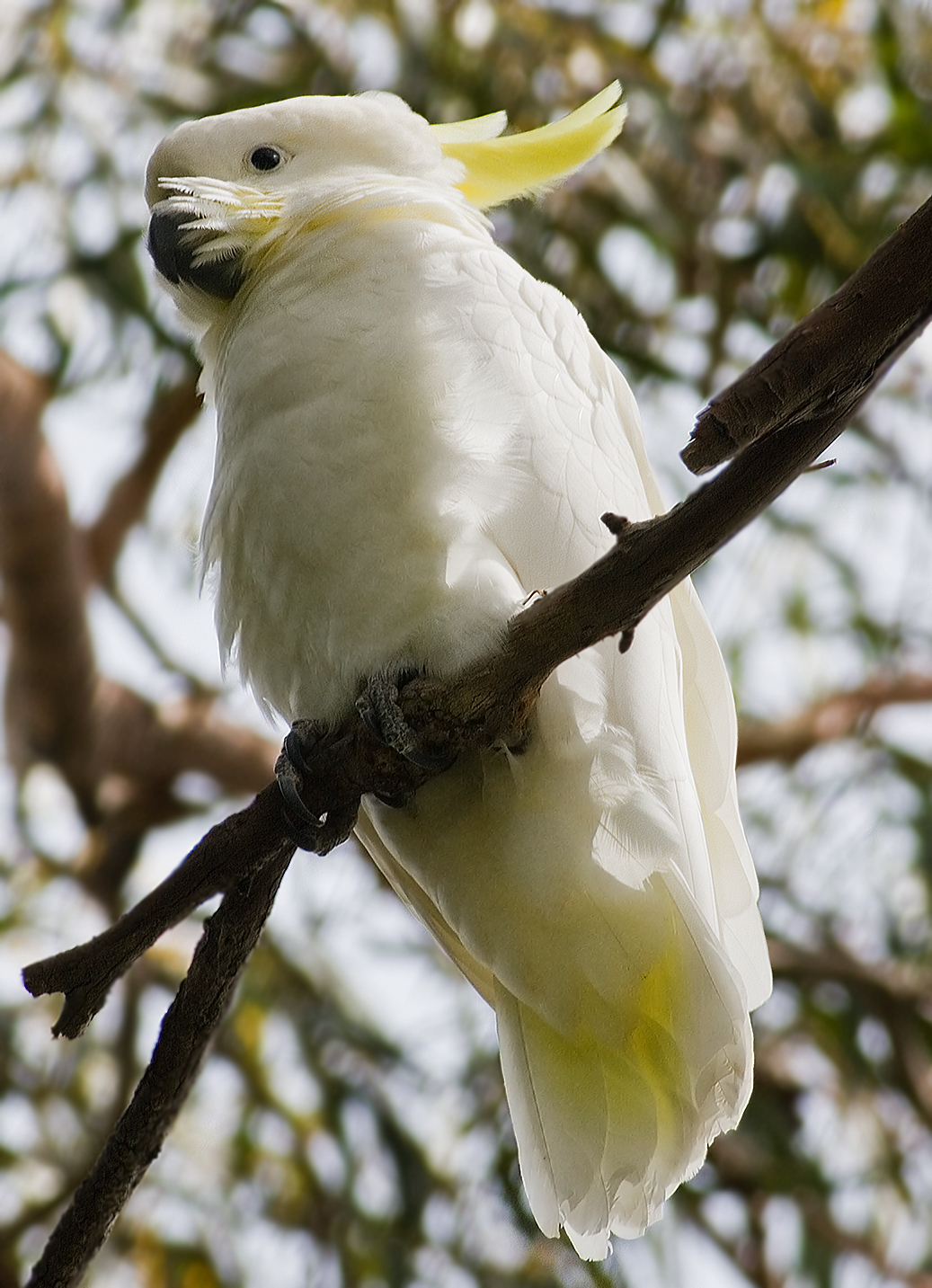
Какаду жовточубий
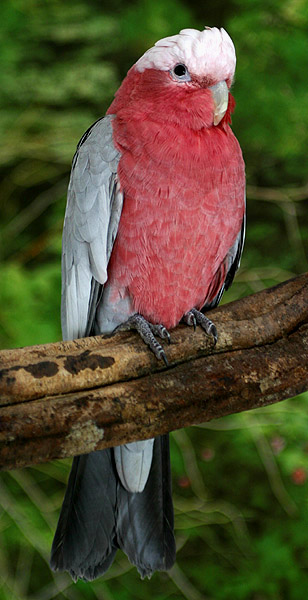
Какаду рожевий
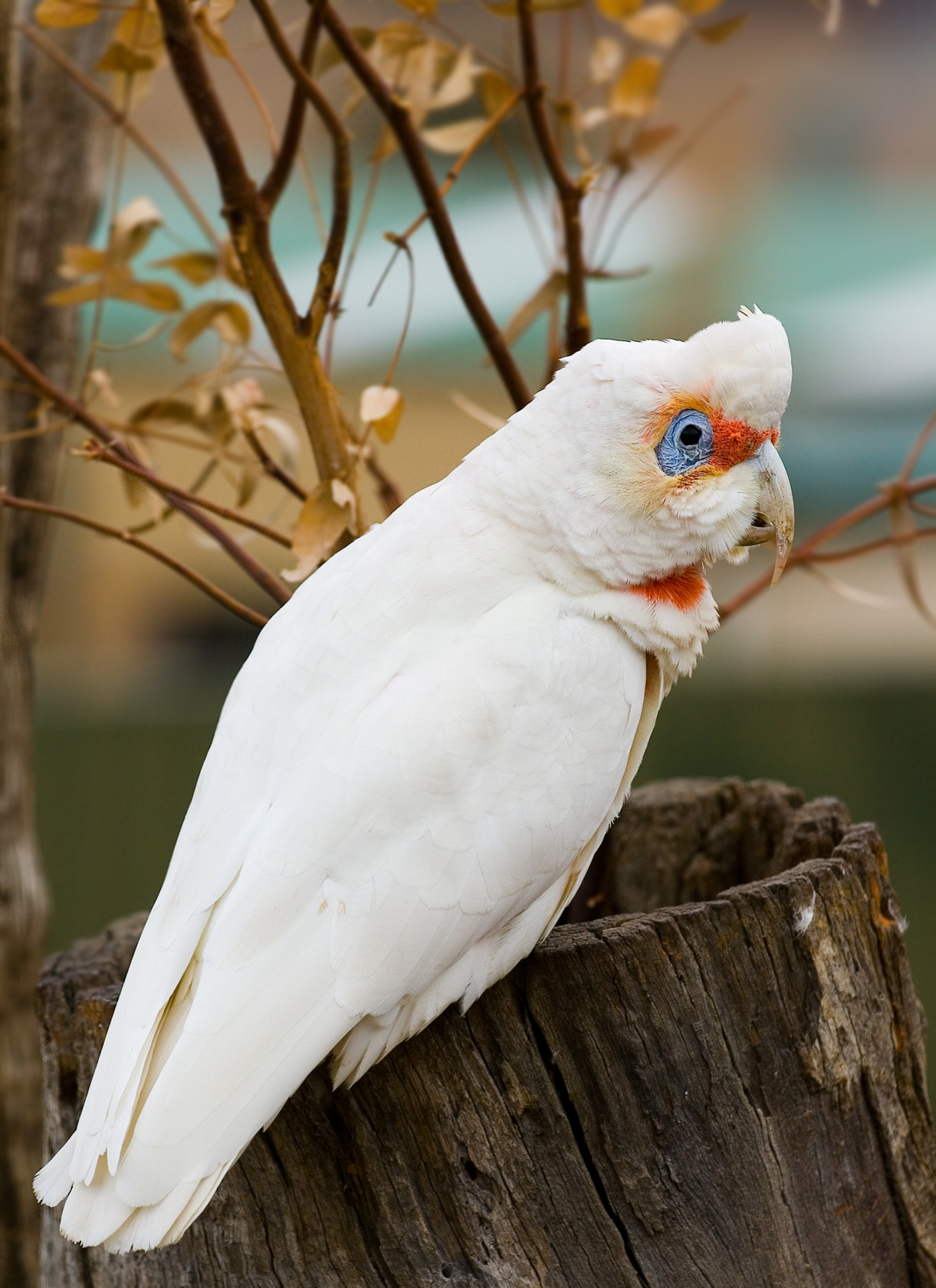
Какаду червонолобий
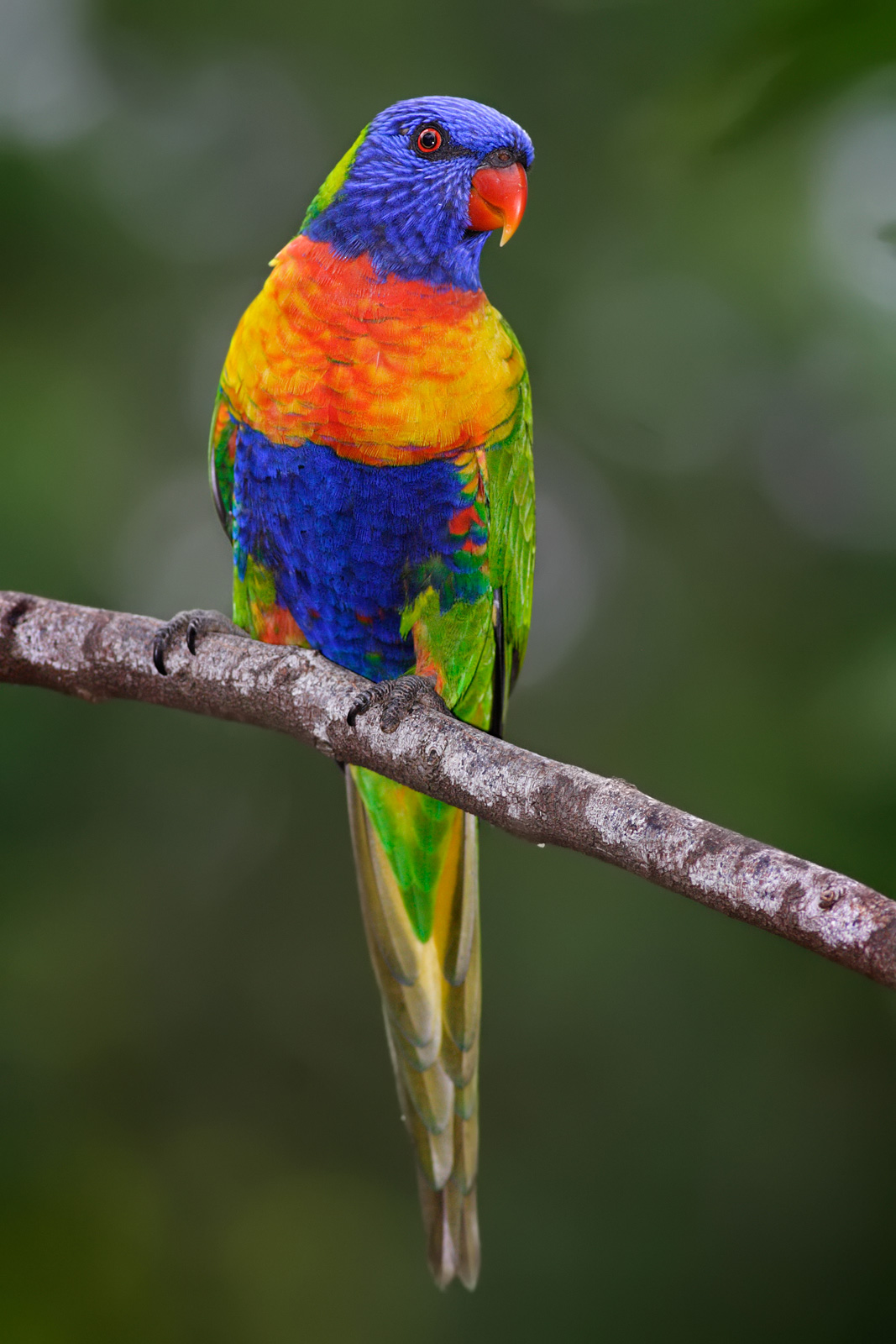
Лорікет веселковий
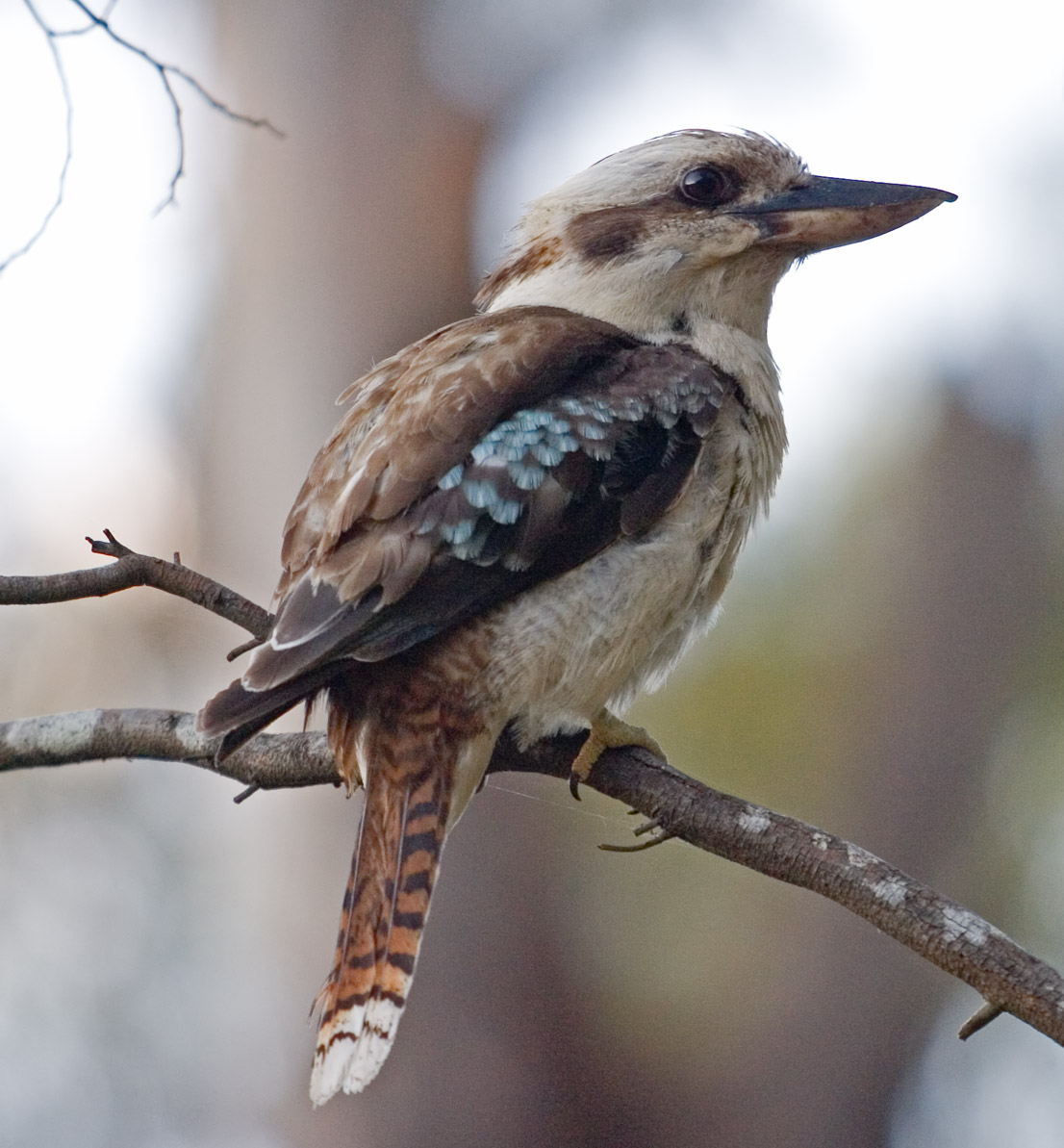
Кукабара велика

## Плазуни
Фауна Австралії налічує понад 950 видів

### Галерея

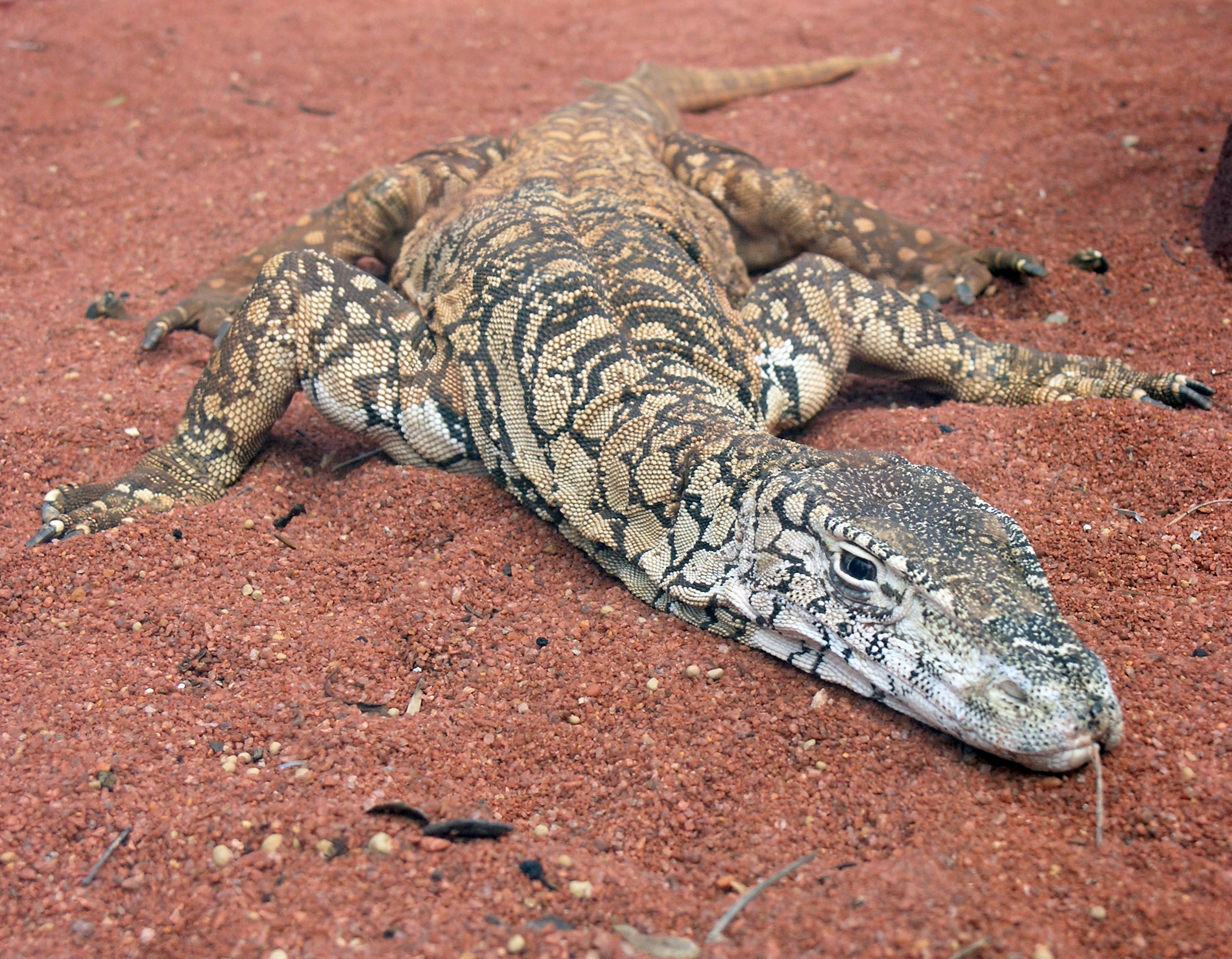
Гігантський варан
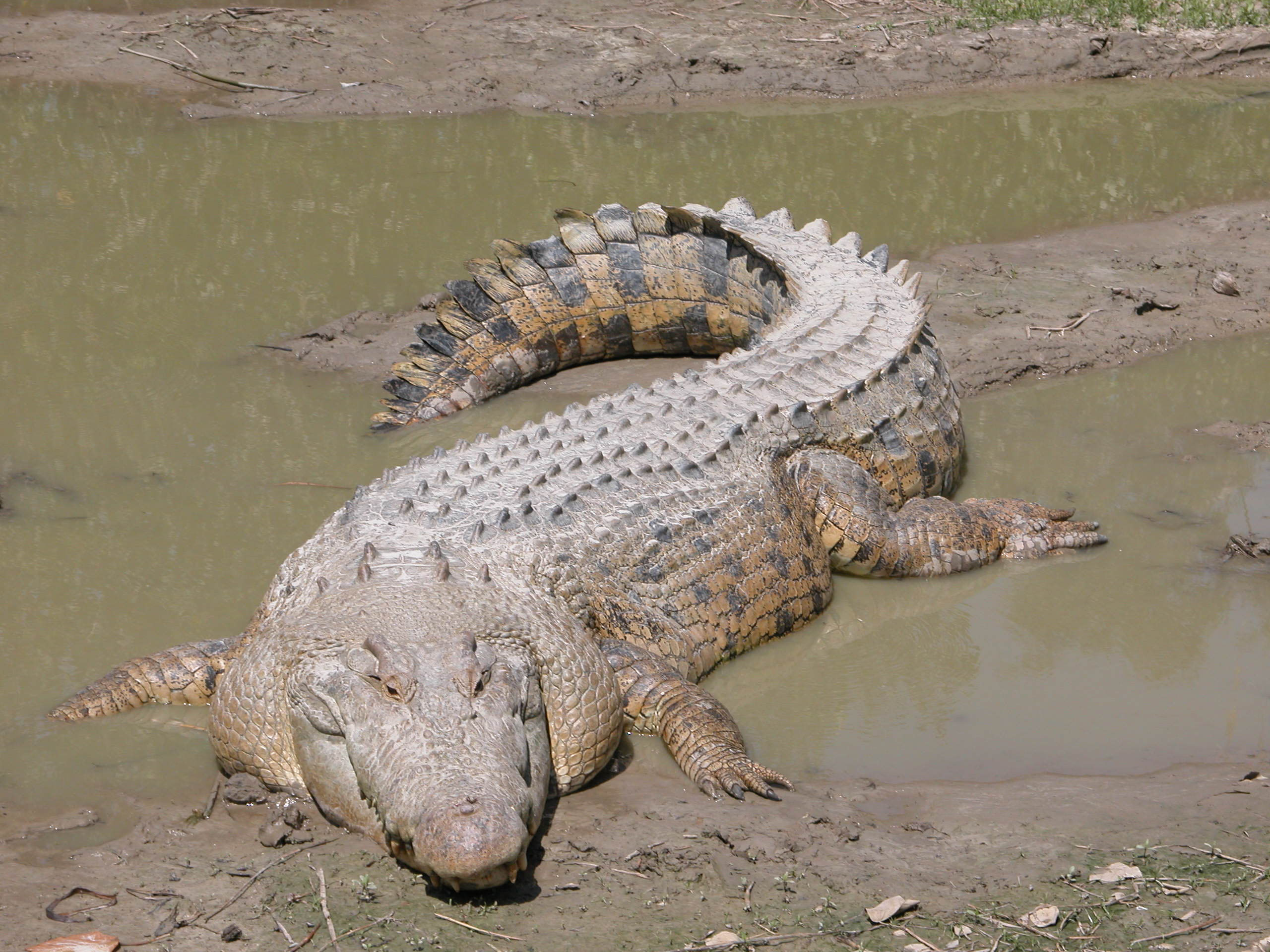
Гребенястий крокодил
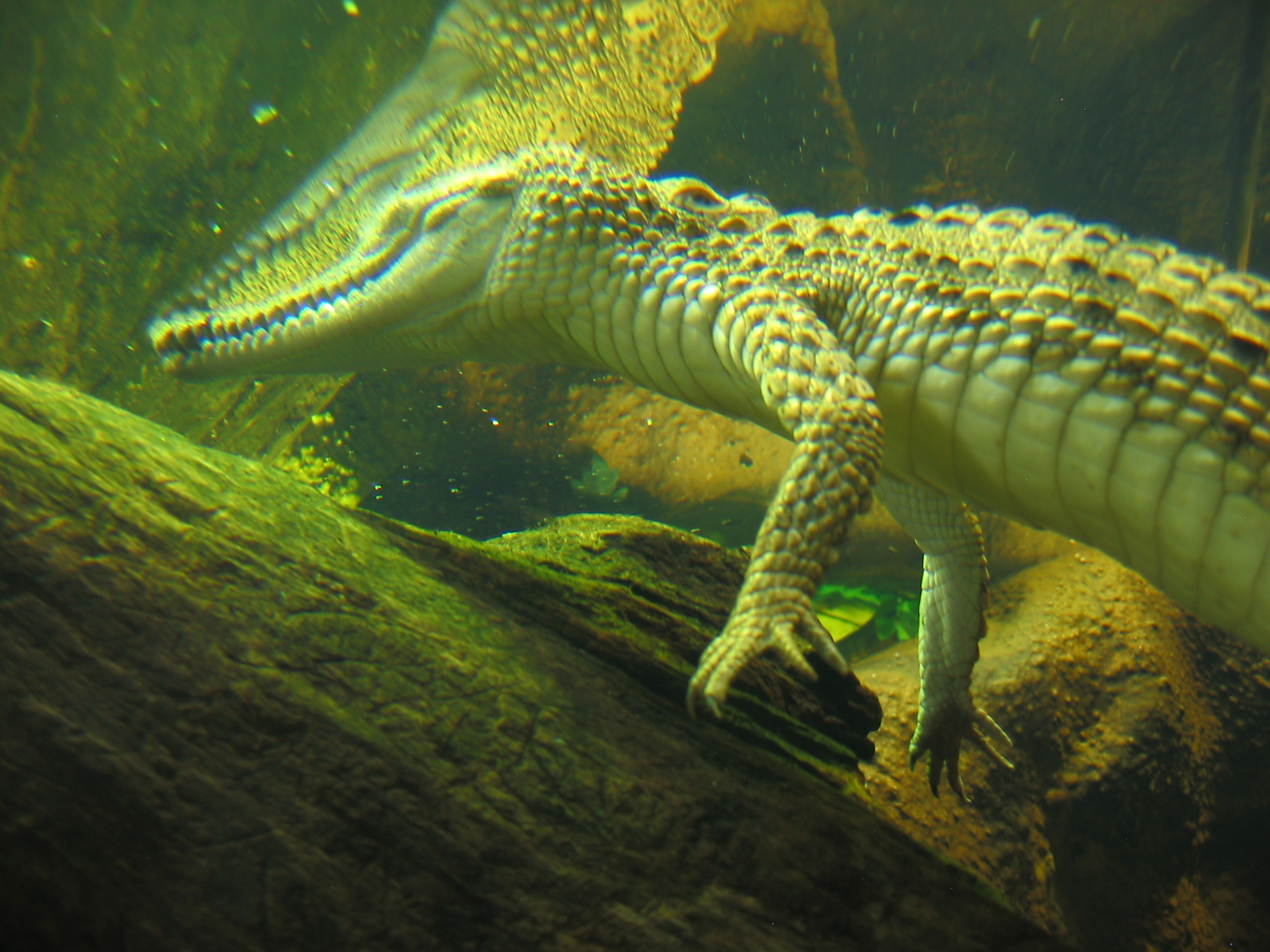
Крокодил Джонстона
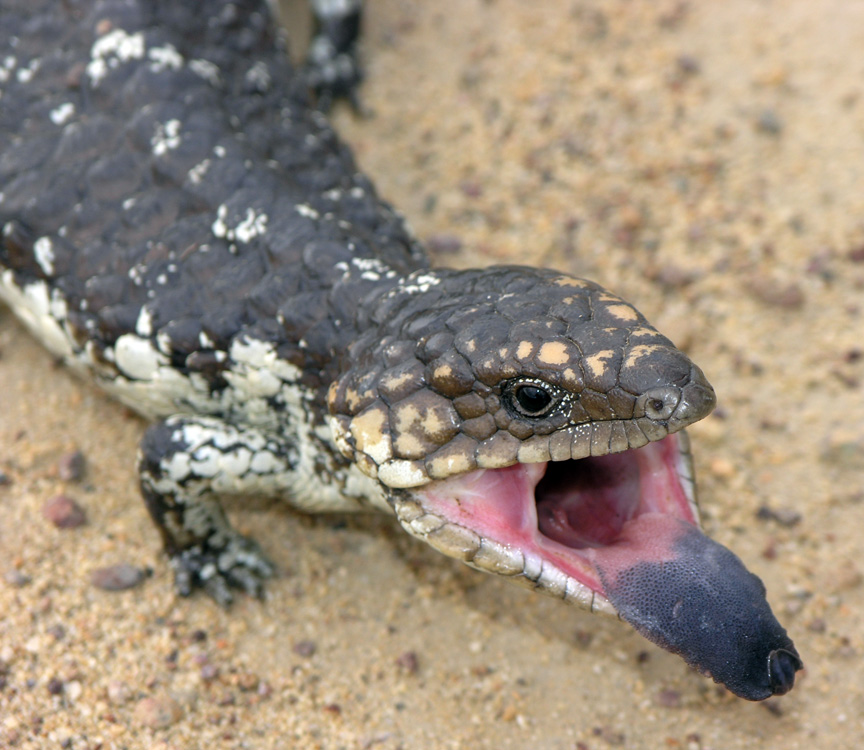
Синьоязикий сцинк
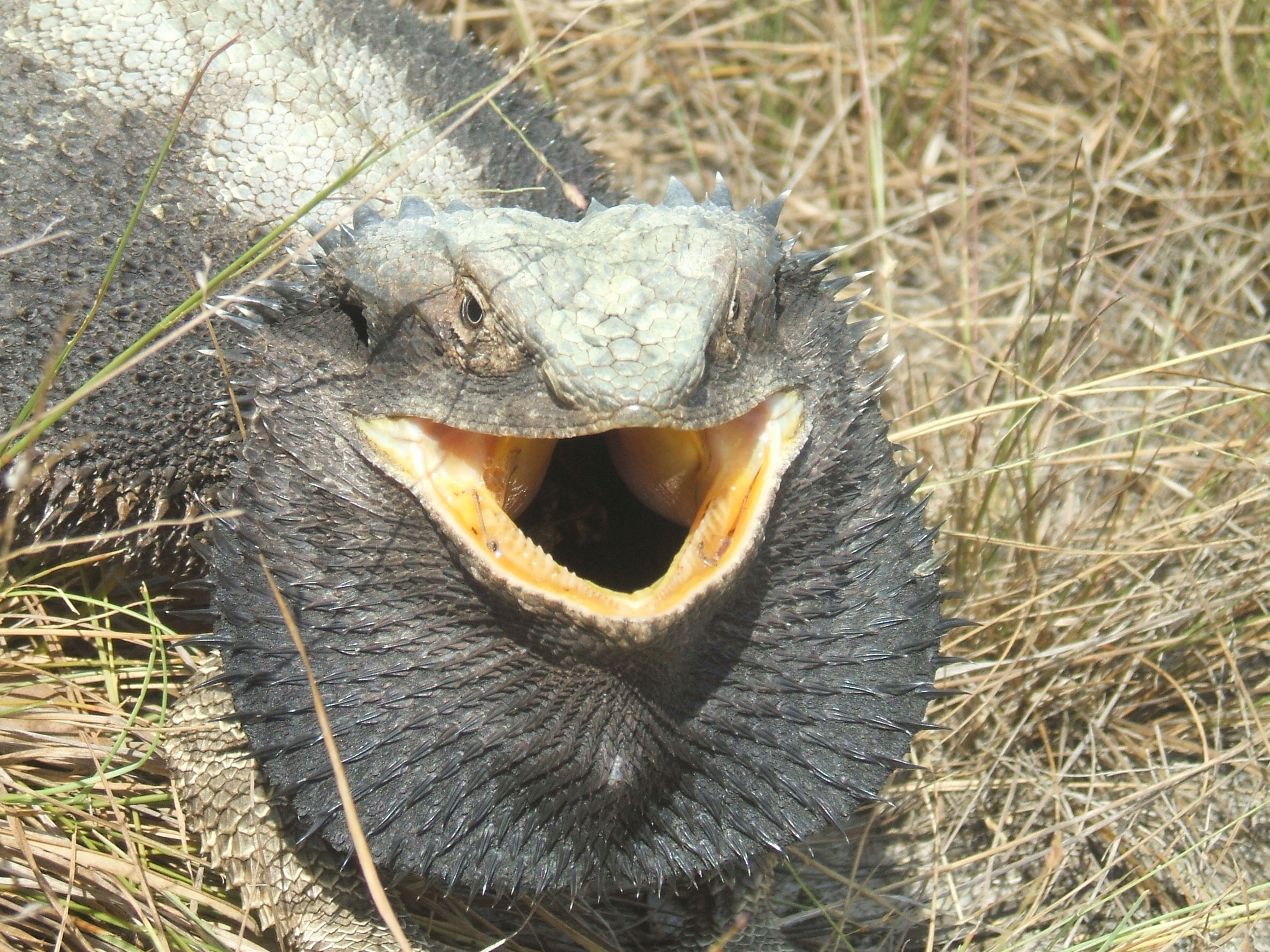
Бородата ящірка

## Земноводні
На території Австралії не представлені хвостаті та безногі земноводні. Безхвостих земноводних налічується 216 рідних для Австралії видів і один інтродукований -Bufo marinus.

### Галерея

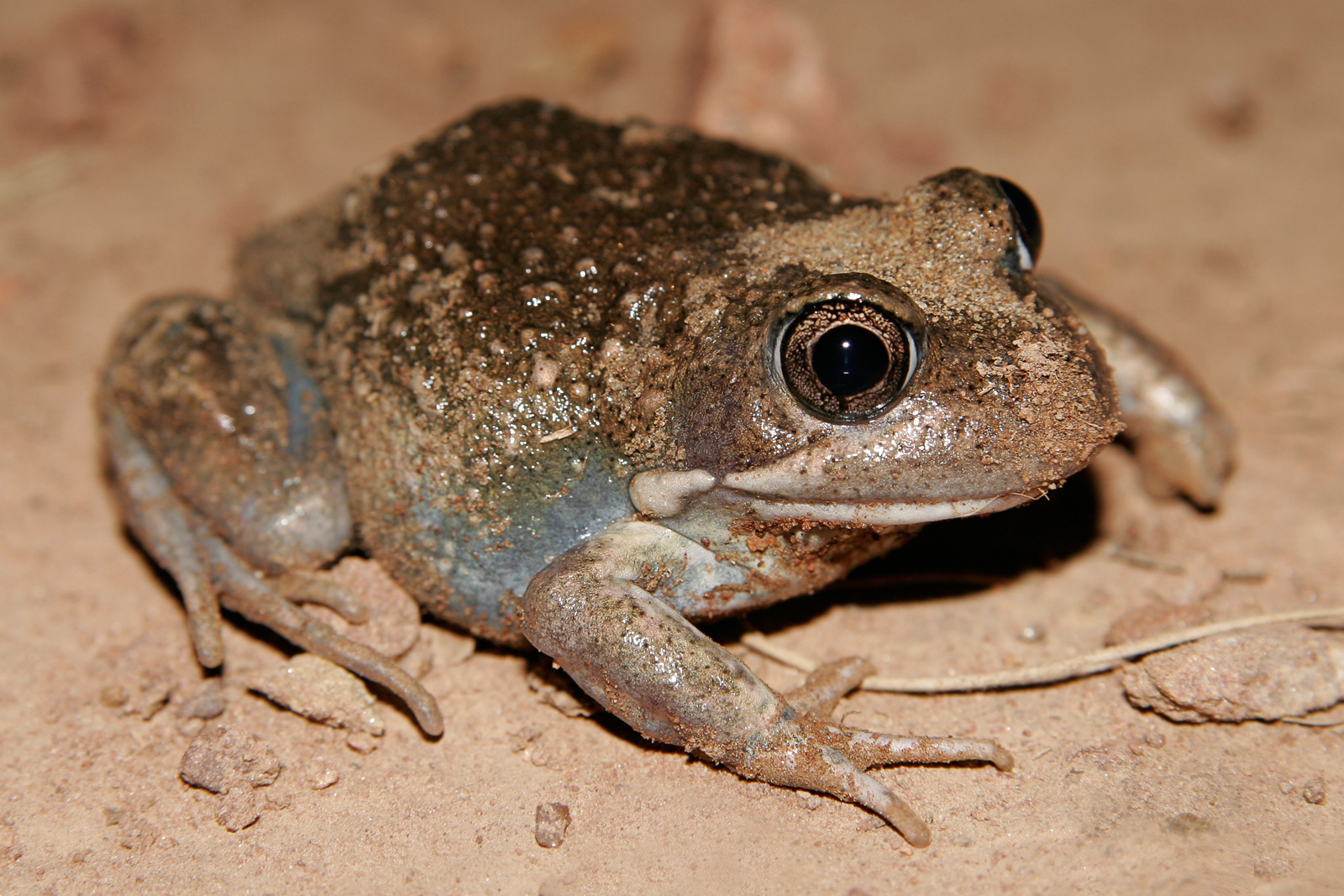
Limnodynastes dumerilli
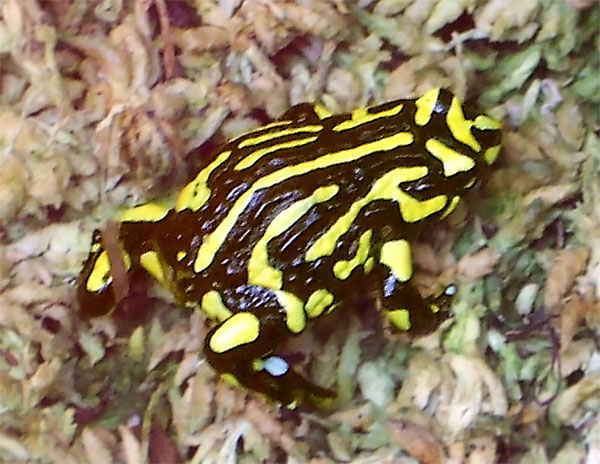
Pseudophryne corroboree

## Риби

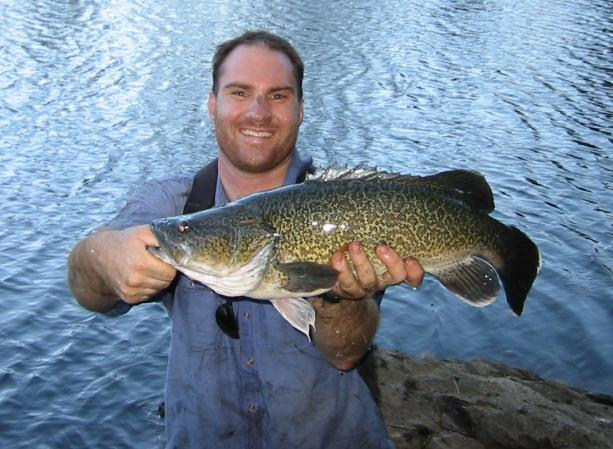
Maccullochella peelii — найбільша прісноводна риба Австралії.

Більше ніж 4400 видів риб виявлені в водах Австралії та околиць, з них 90 % ендеміки. Але тільки 170 видів прісноводні.

## Безхребетні
З 200 000 видів тварин Австралії майже 96 % припадає на безхребетних і 90 % на комах і молюсків.
Серед комах найбільшою різноманітністю вирізняється ряд твердокрилих, що представлений в Австралії приблизно 28 000 видами (переважно надродини Scarabaeoidea і Curculionoidea. Ряд лускокрилих (Lepidoptera) представлений тут 20 816 видами, ряд перетинчастокрилих (Hymenoptera) — 12 781 видами (у тому числі мурахи — 1275 видів і підвидів). Ряд двокрилих (Diptera, комарі й мухи) — 7 786 видів.
- Список перетинчастокрилих Австралії

Австралія відома численними ендеміками серед павукоподібних. 

- Список павукоподібних Австралії